# شلومو بنيزري
شلومو بنيزري (بالعبرية: שלמה בניזרי‏) ; من مواليد 7 فبراير 1961سياسي إسرائيلي وعضو في حزب شاس . مثل شاس في الكنيست بين 1992 و2008، فشغل منصب نائب وزير الصحة، ووزير الصحة ، ووزير العمل والرعاية الاجتماعية أواخر التسعينيات وأوائل العقد الأول من القرن الحادي والعشرين. وأُدين لاحقًا بأخذ الرشوة، وخيانة الأمانة، والتآمر لارتكاب جريمة، وإعاقة العدالة، وقضى عقوبة السجن. 

## سيرة شخصية
ولد شلومو بنيزري في نيشر وهو أحد ثمانية أطفال لعائلة ميمون وأليزا بنزري. درس في المدرسة الابتدائية في نيشر، وهي قرية شبابية متدينة في كفار حسيديم جانب حيفا، وفي مدرسة نيشر الثانوية الشاملة. أدى الخدمة العسكرية في الجيش وشارك في حرب لبنان عام 1982 . ثم درس عشر سنوات في المدرسة الدينية في القدس ، ورُسم سميخا حاخامًا. وانطلق للتدريس في المدرسة الدينية وعمل كمرشد روحي لها.
يعيش بنزري في القدس مع زوجته وثمانية أطفال.

## الحياة السياسية
انتخب بنزري للمرة الأولى للكنيست في عام 1992 في قائمة حزب شاس، وشغل منصب رئيس المجموعة البرلمانية لشاس خلال فترة ولايته الأولى. وأعيد انتخابه عام 1996 ، ليصبح نائباً لوزير الصحة في حكومة بنيامين نتنياهو . وانتخب مرة أخرى في عام 1999 بعد أن احتل المركز الخامس في قائمة حزب شاس،  وعُين وزيراً للصحة في حكومة إيهود باراك ، وبقي في الحكومة حتى خروج شاس من الحكومة في 11 يوليو 2000.
عاد إلى مجلس الوزراء في حكومة أرييل شارون الجديدة عام 2001 كوزير للعمل والرعاية الاجتماعية، وخدم حتى انتخابات عام 2003 (باستثناء فترة أسبوعين في مايو-يونيو 2002 عندما انسحب شاس من الائتلاف).
في اليوم التالي للانتخابات في 29 مارس/آذار 2006 اتهمه مكتب المدعي العام للدولة بقبول الرشاوى وانتهاك ثقة الجمهور. قرار توجيه الاتهام إلى بنزري بعد الانتخابات كان قرارا واعيا من جانب المدعي العام الإسرائيلي مناحيم مزوز . في 1 أبريل 2008، أدين بنيزري بقبول الرشاوى، وخيانة الأمانة، وإعاقة العدالة، والتآمر لارتكاب جريمة عبر قبول خدمات بقيمة ملايين الشيكلات من صديقه المقاول موشيه سيلا، مقابل معلومات داخلية تتعلق بالعمال الأجانب وجدول وصولهم إلى البلاد.  وفي 27 أبريل/نيسان 2008، حكمت عليه محكمة محلية بالسجن لمدة 18 شهراً وقررت أن أفعاله تعتبر مخلة بالشرف.  

## الإدانة والسجن
استقال بنيزي من الكنيست وحل محله فورًا مازور بهينة . ثم استأنف كل من بنزري والدولة القضية المرفوعة ضده. أيدت المحكمة العليا في 24 يونيو/حزيران 2009 القرار ومدّدت فترة سجن بنزري إلى 4 سنوات.  وقال نسيم زئيف عضو الكنيست من حزب شاس الحكم: “إن بنيزي ضحية لنظام يسمح بتحكم قضاة نخبويون، يهتمون بمنطقة وعرق الشخص ولا يهتمون بأعماله الصالحة. لا شك أن هيئة محلفين أمريكية كانت ستعامله بشكل أفضل. ولهذا السبب نحتاج إلى هيئة محلفين من أقراننا”.  وادعى شقيق بنيزري، الحاخام ديفيد بنيزري، أن "مؤامرة من كبار المثليين كانت وراء قرار المحكمة العليا القاضي بتشديد العقوبة".  بدأ بنزري قضاء عقوبته في 1 أيلول (سبتمبر) 2009 في القسم الديني بسجن معسياهو في الرملة .  وكان زميله في الزنزانة منذ 7 كانون الأول (ديسمبر) 2011 وحتى إطلاق سراحه هو الرئيس السابق موشيه كاتساف .
حصل على تخفيض مدة عقوبته من لجنة الإفراج المشروط في يناير/كانون الثاني 2012 بمقدار 16 شهرًا لحسن السلوك. في 1 مارس/آذار 2012، أُطلق سراح بنزري مبكراً؛ وكان واحدًا من 600 سجينًا آخرين تم تخفيف أحكامهم لتخفيف الاكتظاظ في السجون الإسرائيلية.  وبمجرد إطلاق سراحه، استأنف تقديم الشوريم (الدروس الدينية) الخاصة به. 

## وجهات النظر والآراء
دعى بنزري في عام 1998 إلى استبعاد المغنية الشعبية دانا إنترناشيونال من مسابقة الأغنية الأوروبية ، والتي فازت بها. قال: "إني لا أهتم بمسابقة الأغنية الأوروبية إلا بقدر ما أهتم بالطقس في القارة القطبية الجنوبية، ولكن باعتباري ابنًا للشعب اليهودي، فإن [تحويل جنس دانا إنترناشيونال] يسيء إليّ"،  و"تغيير الجنس هو أسوأ من ممارسة اللواطة ... اختيارها لتفوز بالمسابقة رسالة ظلام إلى العالم". 
اتُهم بالعنصرية في 2001 بعد أن قال: "أنا لا أفهم لماذا يحتاج المطعم إلى عين مائلة ليقدم لي وجبتي". 
فلال الجدل الثائر حول فيلم " آلام المسيح " في 2004 عندما أراد حزب شاس حظر الفيلم في إسرائيل بحجة أنه معاد للسامية ، اتخذ بنيزري موقفًا مخالفًا لحزبه، وأكد إن "اليهود قتلوا يسوع بالفعل"، موضحًا أن يسوع تم وضعه في السجن. الموت بحسب تقليد السنهدرين : ""أخذوه [اليهود] إلى سطح مرتفع وطرحوه على الأرض. وبعد ذلك، علقوا جسده على عوارض خشبية على شكل حرف T، ولكن "ليس كما تقول الأساطير المسيحية أنه صلب. هذا هراء". يدعي بنزري أيضًا أن موت يسوع كان شأنًا يهوديًا داخليًا. "ما الذي يمكن إنكاره؟ نحن نتحدث عن طالب مدرسة دينية ترك اليهودية، وقد أعدمه السنهدريم". 
وتحدث في عام 2008 أن العديد الزلازل التي ضربت المنطقة سببها تسامح إسرائيل مع المثلية الجنسية.

## أنظر أيضا
- السياسة في إسرائيل
- قائمة الموظفين العموميين الإسرائيليين المدانين بجرائم

## روابط خارجية
- Shlomo Benizri on the Knesset website